# Жан I д’Астарак

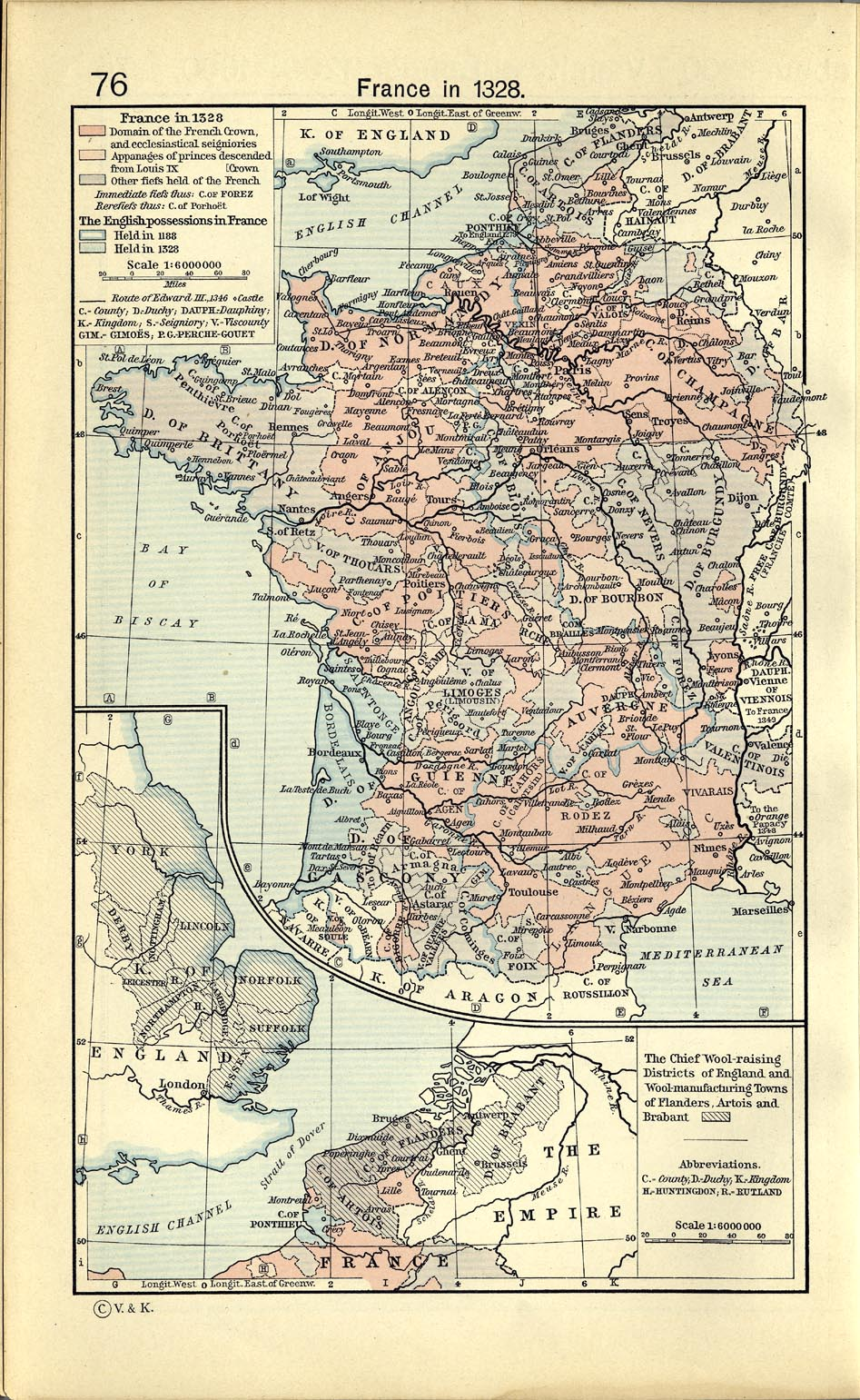
Карта Франции 14 века. Астарак — в южной части королевства.

Жан I (фр. Jean I d’Astarac; умер: по одним данным — 5 октября 1398, по другим — в 1404 году) — граф Астарака с 1362 года.
Сын Сантюля IV и Маты де Фезансагэ.
После смерти отца, случившейся между 7 и 19 декабря 1362 года, наследовал его владения. Сначала правил под опекой (тьюторством) Бертрана де Серра (Bertrand de Serres).
Начиная с 1369 года, участвовал во многих сражениях Столетней войны на стороне французского короля (при этом прославился своей жестокостью).
Укрепил графскую власть, заставив всех вассалов принести оммаж (что не всегда регулярно делалось при его предшественниках).
Датой смерти Жана I обычно указывается 5 октября 1398 года. Однако в исследовании Николя Гинодо (Nicolas Guinaudeau) «La famille d’Astarac et la gestion du territoire comtal entre le début du e siècle et le milieu du XVIe siècle» (2013) сказано, что 19 декабря 1403 года Жан I удалился на покой в монастырь Пессан, где вскоре умер.
При этом учёный ссылается на книгу: Brugèles, L. C. Dom. Chroniques ecclésiastiques du diocèse d’Auch. Toulouse : J. Fr. Robert, 1746

## Семья
Первая жена (1362?) — Катерина де Лотрек, баронесса д’Амбр и де Лабрюгьер (ум. 24.09.1378), дочь виконта Амори III де Лотрек и Жанны де Нарбонн. Детей не было.
Вторая жена — Мобросса де Ла Барт, дочь Жеро де Ла Барта и Бруниссенды де Лотрек. Дети:
- Мата, муж — Роже де Комменж
- Сесиль, первый муж — из рода Л’Иль-Журден, второй муж — Филипп де Комменж
- Жан II (ум. 16.04.1410), граф Астарака
- Маргарита, муж — Бертран де Монферран, сеньор де Лангуаран.

По некоторым данным, Жан I женился на Моброссе де Ла Барт в 1369 году после развода с первой женой. В то же время в завещании Катерины де Лотрек, написанном незадолго до её смерти, именно он указан мужем и наследником.
Третья жена (упом. 29 ноября 1395) - Филиппа де Комменж, дочь виконта Кузерана Раймона Роже II де Комменжа и Изабеллы Труссо. 